# Seacat (tên lửa)
Seacat là một loại tên lửa phòng không hạm tàu do Anh phát triển để thay thế cho pháo phòng không Bofors cỡ nòng 40 mm trên tàu chiến Hải quân nước này. Đây là loại tên lửa phòng không đầu tiên trên thế giới được trang bị trên hạm tàu, và được thiết kế để thay thế cho khẩu pháo phòng không Bofor trên các tàu chiến mà yêu cầu sửa đổi tàu ít nhất có thể, đồng thời có khả năng sử dụng chung với hệ thống điều khiển hỏa lực sẵn có. Một hệ thống phòng không tương tự sử dụng trên mặt đất cũng được phát triển với tên gọi là Tigercat.
Ban đầu phiên bản GWS.20 phải điều khiển thủ công, do thời gian phát triển và triển khai quá gấp gáp. Một vài phiên bản nâng cấp đã được tiến hành; phiên bản GWS.21 bổ sung radar điều khiển hỏa lực để sử dụng vào ban đêm và trong thời tiết xấu, phiên bản GWS.22 bổ sung chế độ điều khiển tự động SACLOS, và phiên bản cuối cùng GWS.24 có khả năng giao chiến với mục tiêu hoàn toàn tự động. Phiên bản Tigercat đã được đưa vào trang bị trong một thời gian ngắn trước khi Anh đưa vào vận hành tên lửa phòng không Rapier. Trong khi tên lửa phòng không hạm tàu Seacat được trang bị trong biên chế trong khoảng thời gian dài hơn, trước khi bị thay thế bằng tên lửa Sea Wolf cùng với các hệ thống phòng thủ tầm gần hiện đại hơn.
Seacat và Tigercat đều là những mẫu thiết kế thành công trên thị trường quốc tế và một số hệ thống vẫn còn hiện đang được sử dụng.

## Lịch sử
Seacat bắt đầu từ các thí nghiệm của công ty Short Brothers nhằm biến tên lửa chống tăng Malkara sang điều khiển vô tuyến tầm ngắn. Điều này dẫn đến những sửa đổi lớn hơn, và cuối cùng nó mang tên là Seacat.
Do được phát triển dựa trên vũ khí chống tăng, nên tên lửa Seacat có kích thước nhỏ và tốc độ bay hạn chế, chỉ dưới tốc độ âm thanh. Các kỹ sư cho rằng nó sẽ hữu hiệu trong việc chống lại các máy bay phản lực thế hệ một và thế hệ hai của những năm 1950, tương tự như Hawker Sea Hawk, mà pháo phòng không từ thời thế chiến hai như Bofors 40mm /L60 guns khó có thể đánh chặn thành công.
Cái tên Seacat được đưa ra trước công chúng lần đầu vào tháng Tư năm 1958 khi Shorts được trao hợp đồng phát triển loại tên lửa đối không tầm gần. Hải quân Anh đã chấp nhận Seacat như một hệ thống phòng không điểm, để thay thế pháo 40/L60 hoặc loại pháo mới hơn khi đó là Bofors 40mm /L70 với đạn pháo trang bị ngòi nổ cận đích. Hệ thống tên lửa cũng sẽ có thể đối đầu với các tên lửa hành trình chống tàu bay chậm, cỡ lớn như Styx, đang được triển khai bởi khối Hiệp ước Warsaw và một số nước đồng minh của Liên Xô. Nó cũng có tác dụng như là một vũ khí để tấn công các tàu thương mại hạng nhẹ và tàu sân bay tấn công nhanh.
Tên lửa được trình diễn trong triển lãm hàng không Farnborough năm 1959. Lần thử nghiệm đầu tiên của tên lửa là phóng từ tàu khu trục HMS Decoy năm 1961. Tên lửa Seacat là tên lửa có điều khiển phóng từ tàu chiến đầu tiên của Hải quân Vương quốc Anh. Sau đó nó được trang bị cho Hải quân Thụy Điển.

## Thiết kế
Tên lửa Seacat có kích thước nhỏ, bay cận âm, có hai tầng đẩy nhiên liệu rắn. Tên lửa điều khiển bằng bốn cánh lái quét về phía sau, và ổn định bởi bốn vây đuôi nhỏ. Tên lửa được điều khiển bằng lệnh theo đường ngắm command line-of-sight (CLOS) thông qua đường truyền radio, theo đó sĩ quan điều khiển sẽ gửi tín hiệu điều khiển thông qua bệ điều khiển từ xa, sao cho tên lửa và mục tiêu cùng nằm trong khe ngắm. Ở một khía cạnh nào đó, nó không khác gì một tên lửa cận âm không điều khiển trong giai đoạn vừa rời bệ phóng. Bệ điều khiển sẽ mất khoảng 7 giây hay sau khi tên lửa bay được quãng đường 500 yd (460 m) để xác định và khóa mục tiêu bằng radar và kính ngắm quang học, dẫn đến việc nó không phù hợp cho vai trò phòng không tầm gần.
Seacat được đặt trên bệ phóng bốn đạn chạy bằng điện, nhỏ hơn so với các bệ phóng kiểu Mark 5 Twin Bofors và STAAG cũ. Bệ phóng cũng nhẹ hơn, dễ bảo trì và dễ sử dụng hơn.

## Các phiên bản
Ban đầu tất cả các tên lửa Seacat đều sử dụng bệ phóng kiêm huấn luyện gồm 4 quả đạn, nặng 6.600 lb (3.000 kg), nhưng cũng có bệ phóng 3 đạn được phát triển với khối lượng nặng 2.800 lb (1.300 kg). Cả hai loại đều được nạp đạn thủ công và có ăng ten để điều khiển tên lửa bằng vô tuyến. Tất cả những gì cần thiết để trang bị tên lửa trên tàu chiến là lắp đặt bệ phóng, trang bị dẫn đường và các hệ thống xử lý. Seacat được Hải quân NATO và khối Thịnh vượng chung sử dụng và được xuất khẩu ra các nước khác. Nó cũng được tích hợp với nhiều hệ thống dẫn đường khác như hệ thống HSA của Hà Lan.

### GWS-20

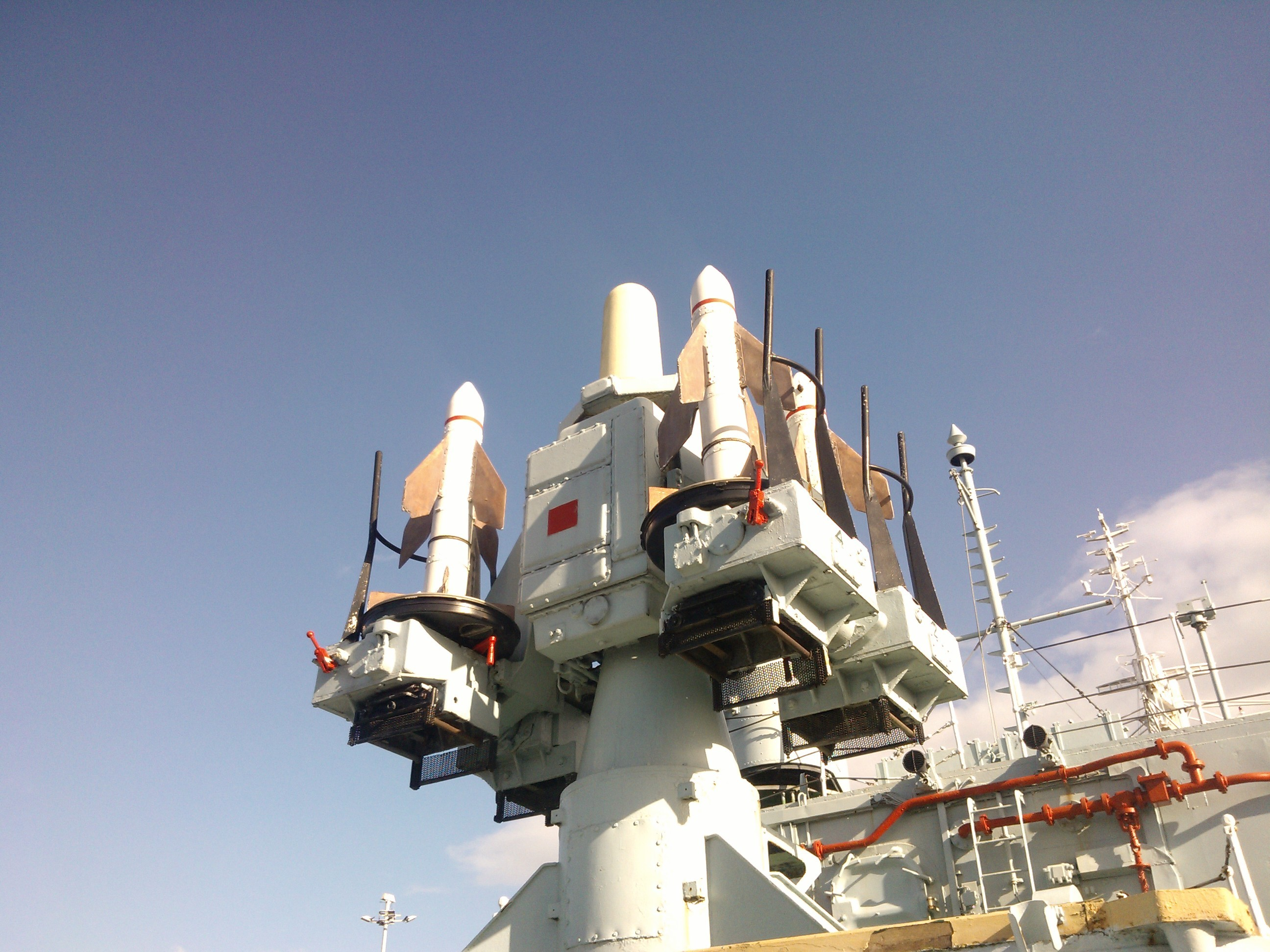
GWS-20 Seacat trên tàu chiến

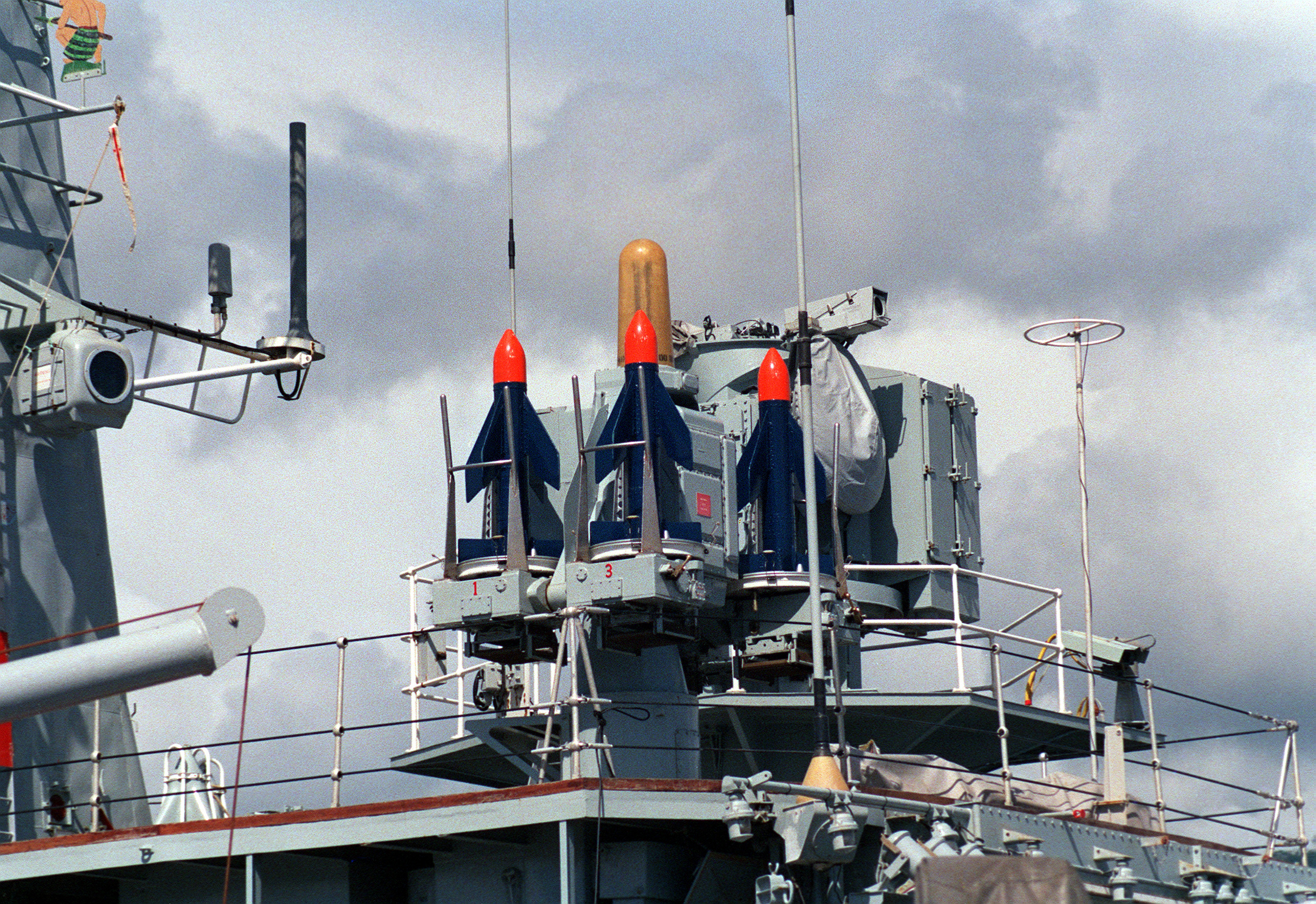
Bệ phóng Seacat và GWS-22 trên tàu frigate lớp Leander.

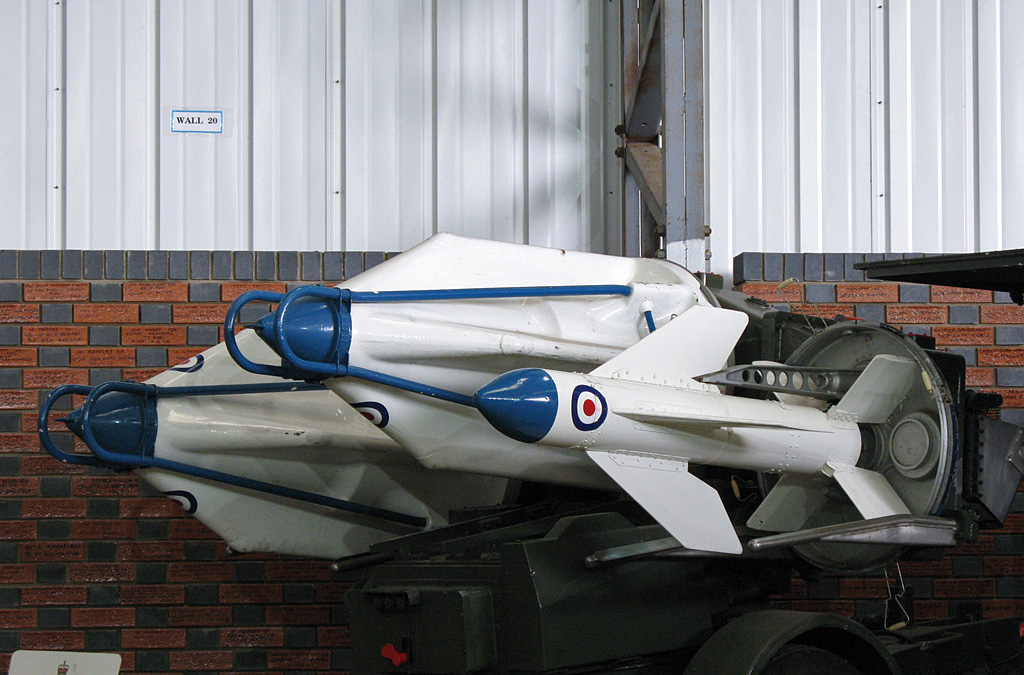
Bệ phóng gồm ba tên lửa Tigercat

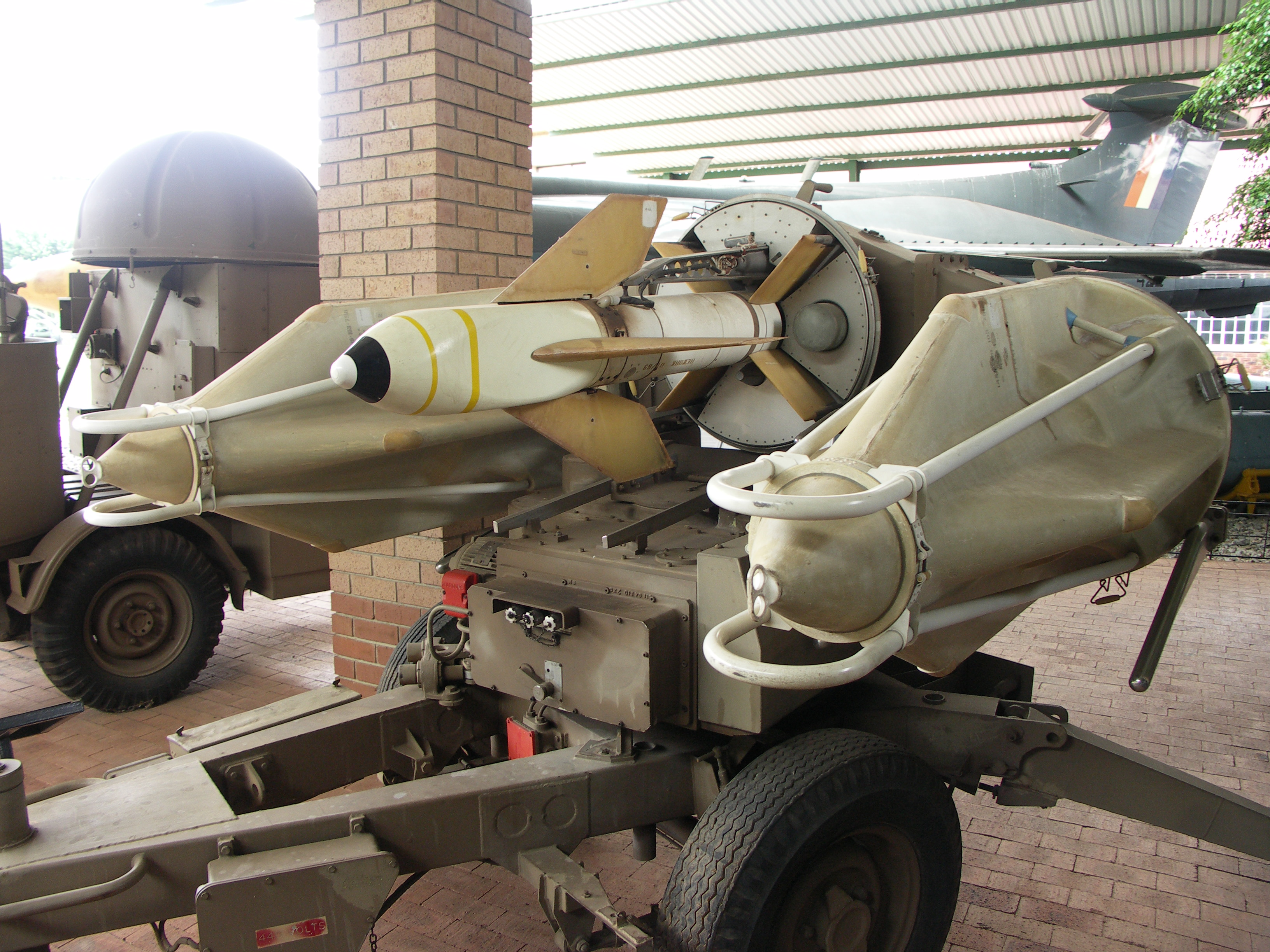
Hilda (Tigercat) trong trang bị của Nam Phi

Viết tắt của  - "Guided Weapon System 20" - là nguyên mẫu của tên lửa Seacat. Mục tiêu được tìm kiếm bằng mắt thường với tên lửa được điều khiển thông qua đường truyền vô tuyến, sĩ quan điều khiển điều khiển tên lửa bằng lệnh thông qua cần gạt joystick. Người điều khiển quan sát tên lửa thông qua pháo sáng ở đuôi tên lửa..

### GWS-21
GWS-21 là phiên bản Seacat trang bị thêm hệ thống điều khiển hỏa lực tầm gần Close Range Blind Fire (CRBFD) với radar Type 262. Hệ thống này được trang bị trên tàu frigate Type 81, bốn tàu lớp Battle, loạt bốn tàu đầu tiên của lớp County, tàuHMNZS Otago và HMNZS Taranaki, và tàu sân bay HMS Eagle.

### GWS-22
GWS-22 là hệ thống Seacat được hỗ trợ bằng hệ thống điều khiển hỏa lực MRS-3 với radar Type 904 và có khả năng ACLOS (Automatic, Command Line-Of-Sight) Seacat.

### GWS-24
Phiên bản cuối cùng của tên lửa Seacat dành cho Hải quân, phiên bản này sử dụng hệ thống điều khiển Alenia Orion RTN-10X của Ý, với radar Type 912 và được triển khai trên tàu Frigate Type 21.

### Tigercat
Là phiên bản trên đất liền của tên lửa Seacat.

### Hellcat
"Hellcat", là phiển bản không đối đất trang bị trên trực thăng Westland Wasp hay Westland Wessex HU.5 giúp chúng đối phó lại với các cuộc tấn công nhanh hoặc mục tiêu mặt nước tốc độ cao, được đưa ra vào cuối những năm 1960. Hai tên lửa được treo trên giá phóng trên trực thăng, với kính ngắm quang học được gắn trên trần cabin. Tên lửa không được bán cho nước ngoài.

### Tên lửa mục tiêu

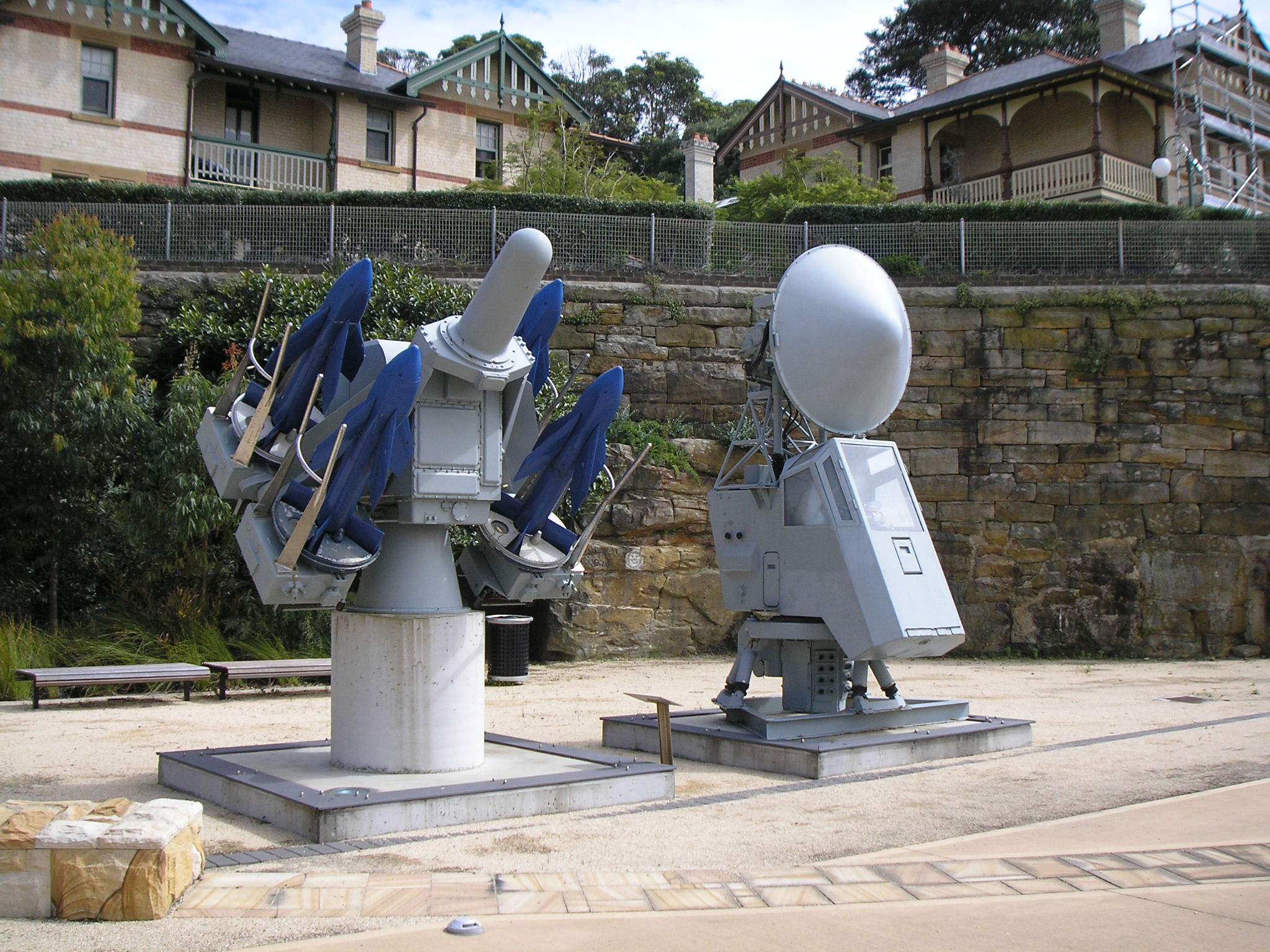
Bệ phóng tên lửa Seacat và chỉ thị mục tiêu M44 trưng bày tại Bảo tàng di sản Hải quân Úc, Sydney

"Seacat Target"" là mục tiêu bay sử dụng Seacat, sử dụng để luyện tập các tình huống tấn công bằng tên lửa. Được giới thiệu vào năm 1986, thay cho đầu nổ, nó được trang bị đầu mục tiêu đặc biệt. Tên lửa có khả năng phóng từ bệ phóng tên lửa Seacat.

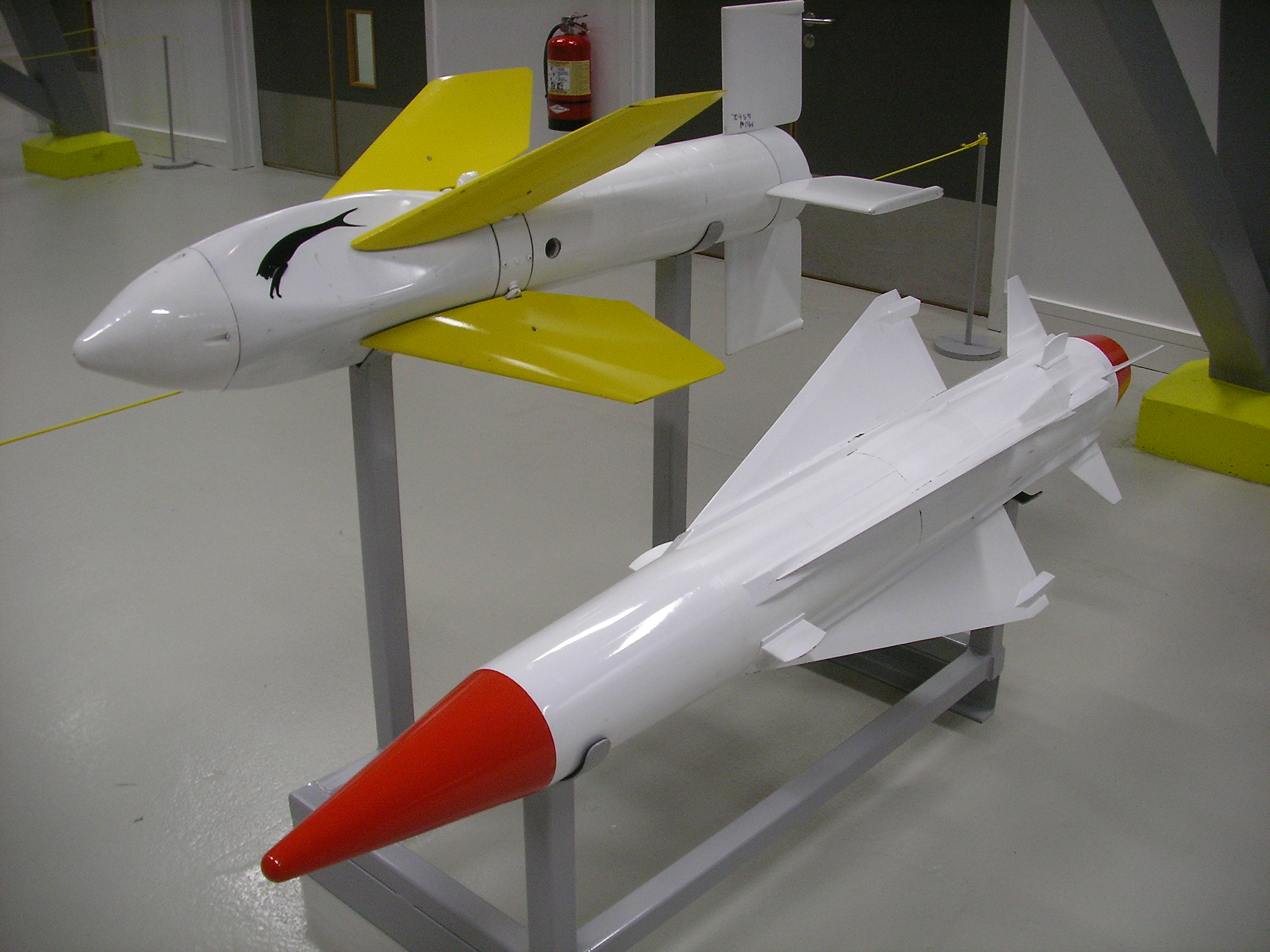
Seacat (bên trên) và tên lửa Seawolf được trưng bày tại IWM Duxford

## Các nước vận hành
- Argentina

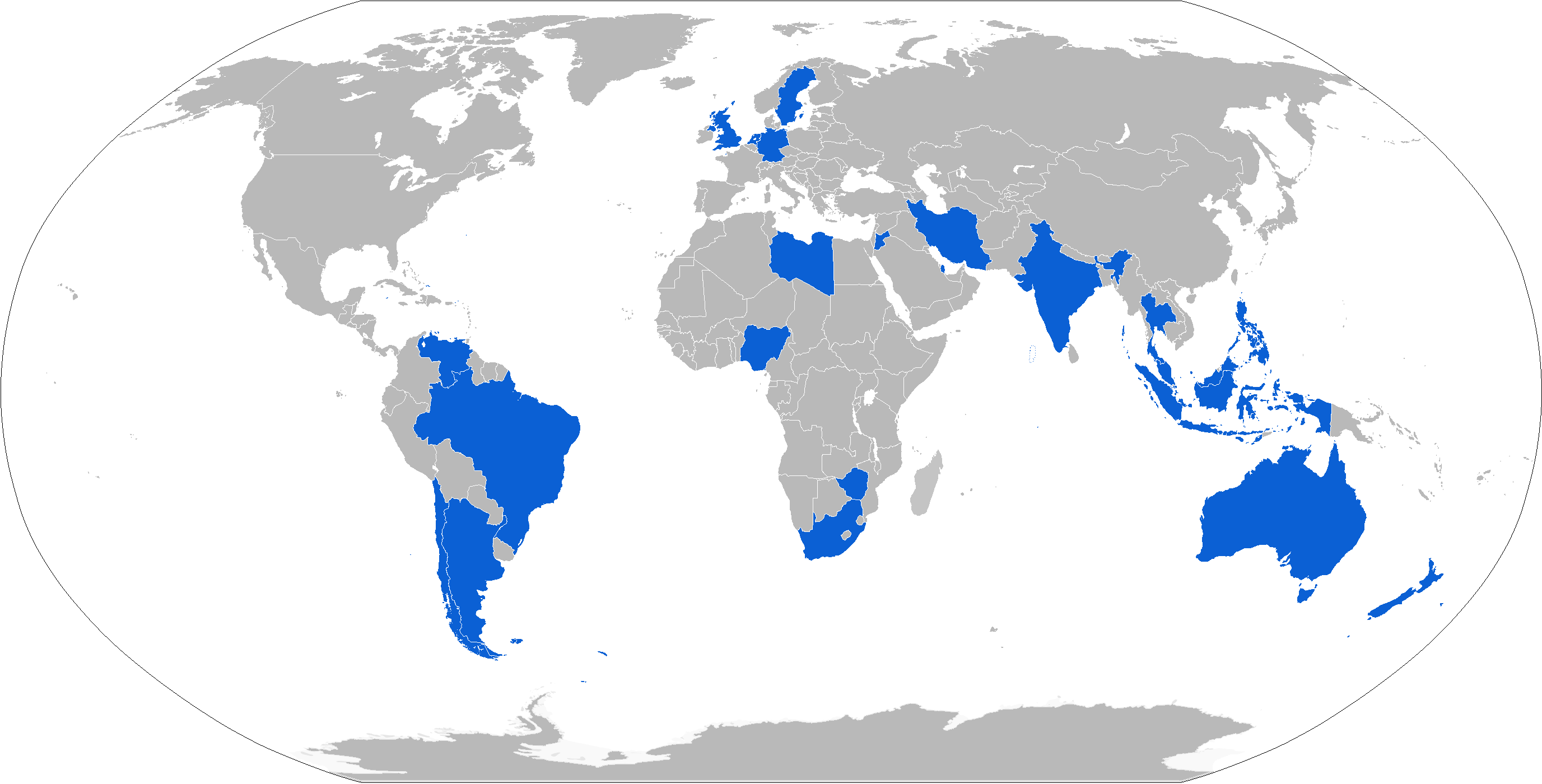
Các nước sử dụng tên lửa Seacat có màu xanh

  - Lục quân Argentina: Bốn bệ phóng tên lửa được thu giữ trong chiến tranh Falklands.
  - Hải quân Argentina: Hai bệ phóng tên lửa Seacat trên tàu tuần dương ARA General Belgrano năm 1967[8]
  - Lính thủy đánh bộ Argentina: Ba bệ phóng tên lửa Tigercat của lính thủy đánh bộ Argentina đã bị thu trong xung đột Falklands. Sau thay bằng RBS 70.
- Úc
  - Hải quân Hoàng gia Úc
- Brasil
  - Brazilian Navy
- Chile
  - Chilean Navy
- Đức
- Indonesia
- Ấn Độ
  - Indian Army – Tigercat
  - Indian Navy – Seacat
- Iran
  - Imperial Iranian Air Force – Tigercat
  - Islamic Republic of Iran Army – Tigercat
  - Islamic Republic of Iran Navy – Seacat
- Jordan
  - Royal Jordanian Land Force – Tigercat
- Libya
  - Libyan Navy
- Malaysia
  - Royal Malaysian Navy
- New Zealand
  - Royal New Zealand Navy
- Hà Lan
  - Royal Netherlands Navy
- Nigeria
  - Nigerian Navy
- Pakistan
  - Pakistan Navy Tàu khu trục Type 21
- Qatar
  - Military of Qatar – Tigercat
- Nam Phi
  - South African Air Force – Tigercat, nội địa hóa dưới cái tên 'Hilda'[9]
- Thụy Điển
  - Swedish Navy – tàu khu trục lớp Östergötland
- Thái Lan
  - Royal Thai Navy
- Anh Quốc
  - Royal Air Force – Tigercat
  - Royal Navy – Seacat
- Venezuela
  - Navy of Venezuela
- Zimbabwe
  - Army of Zimbabwe – Tigercat

## Sources
- Naval Armament, Doug Richardson, Jane's Publishing, 1981, ISBN 0-531-03738-X
- Lippiett, Captain John (1990). Type 21. Modern Combat Ships 5. Ian Allan. ISBN 0-7110-1903-7.
- 5th Infantry Brigade in the Falklands,  Nicholas Van der Bijl, David Aldea, Leo Cooper, 2003, ISBN 0850529484
- 74 Days: An Islander's Diary of the Falklands Occupation,  John Smith, Century, 1984, ISBN 0712603611
- Friedman, Norman (1989). World Naval Weapons Systems. The Naval Institute Press. ISBN 0-87021-793-3.